# Greenfield (Ohio)
Greenfield is een plaats (city) in de Amerikaanse staat Ohio, en valt bestuurlijk gezien onder Highland County.

## Demografie
Bij de volkstelling in 2000 werd het aantal inwoners vastgesteld op 4906.
In 2006 is het aantal inwoners door het United States Census Bureau geschat op 5142, een stijging van 236 (4,8%).

## Geografie
Volgens het United States Census Bureau beslaat de plaats een oppervlakte van
5,0 km², geheel bestaande uit land. Greenfield ligt op ongeveer 293 m boven zeeniveau.

## Plaatsen in de nabije omgeving
De onderstaande figuur toont nabijgelegen plaatsen in een straal van 20 km rond Greenfield.